# Franklin Furnace (Ohio)
Franklin Furnace es un lugar designado por el censo ubicado en el condado de Scioto en el estado estadounidense de Ohio. En el Censo de 2010 tenía una población de 1660 habitantes y una densidad poblacional de 233,07 personas por km².

## Geografía
Franklin Furnace se encuentra ubicado en las coordenadas 38°36′49″N 82°50′43″O / 38.61361, -82.84528. Según la Oficina del Censo de los Estados Unidos, Franklin Furnace tiene una superficie total de 7.12 km², de la cual 6.1 km² corresponden a tierra firme y (14.36%) 1.02 km² es agua.

## Demografía
Según el censo de 2010, había 1660 personas residiendo en Franklin Furnace. La densidad de población era de 233,07 hab./km². De los 1660 habitantes, Franklin Furnace estaba compuesto por el 87.77% blancos, el 9.76% eran afroamericanos, el 0.6% eran amerindios, el 0.06% eran asiáticos, el 0% eran isleños del Pacífico, el 0.84% eran de otras razas y el 0.96% pertenecían a dos o más razas. Del total de la población el 1.27% eran hispanos o latinos de cualquier raza.